# AC Cattolica Calcio
Der AC Cattolica Calcio ist ein italienischer Fußballverein aus Cattolica, einer Stadt an der adriatischen Riviera in der Emilia-Romagna.

## Geschichte
Cattolica Calcio wurde von einer Gruppe von Sportlern, die sich POL Robur nannten, im Jahr 1923 gegründet. In den früheren Achtzigern spielte der Verein fünf Jahre in der  Serie C2. Momentan spielt er in der Eccellenza.